# Laguna Mucar

## Historia
Luis Risopatrón describe algunos de sus cuerpos de agua de la siguiente manera:: 572 
Mucar (Salar de). Es de poca estensión i se encuentra hácia el E del salar de Quisquiro; en su marjén S se erijió una pirámide divisoria con la Arjentina en 1905, a la altitud de 4170 m. (a veces llamada laguna)